# Lichtenau (Rhénanie-du-Nord-Westphalie)
Pour les articles homonymes, voir Lichtenau.
Lichtenau est une ville d'Allemagne, située à l'est du land de Rhénanie-du-Nord-Westphalie dans l'arrondissement de Paderborn.
Lichtenau a des limites - commençant au sud dans le sens des aiguilles d'une montre - avec la ville de Marsberg (arrondissement de Haut-Sauerland), la ville de Bad Wünnenberg, Borchen, la ville de Paderborn et Altenbeken (arrondissement de Paderborn) et les villes de Bad Driburg, de Willebadessen et de Warburg (arrondissement de Höxter).
Selon les statuts principaux (Hauptsatzung) de la ville, Lichtenau (Westphalie) se compose de quinze quartiers : Asseln, Atteln, Blankenrode, Dalheim, Ebbinghausen, Grundsteinheim, Hakenberg, Henglarn, Herbram, Herbram-Wald, Holtheim, Husen, Iggenhausen, Kleinenberg et Lichtenau.